# Truso

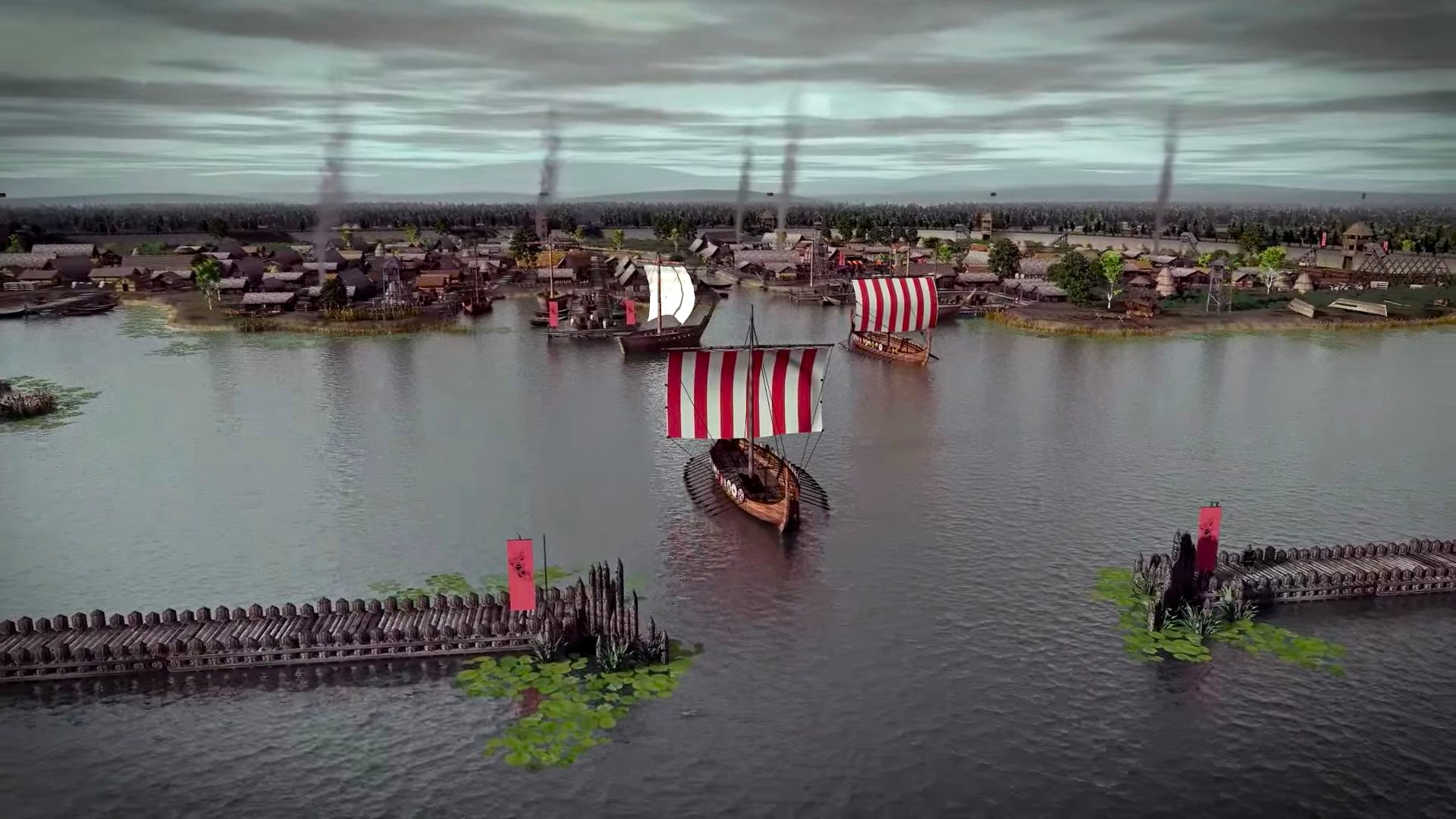
Så här tror man att Truso kan ha sett ut. Visualisering från museet i Elbląg, Polen.

Truso var en vikingatida handelsplats i nordöstra Polen, belägen vid sjön Drużno som är anknuten till floden Wisła. Platsen är idag känd som Janów Pamorski (före 1945 känd som Hansdorf). 
Staden är omnämnd i Wulfstans krönika från år 880. Wulfstan gjorde en sju dagars seglats från Hedeby och passerade ”Langaland, Laeland, Falster, Sconeg ond thas land eall hyrad to Denemark” för att komma till Turso. Alfred den store lät denna berättelse komma med i sin uppdaterade utgåva av den romerska författaren Paulus Orosius verk från 400-talet ”historiae adversum paganos”.

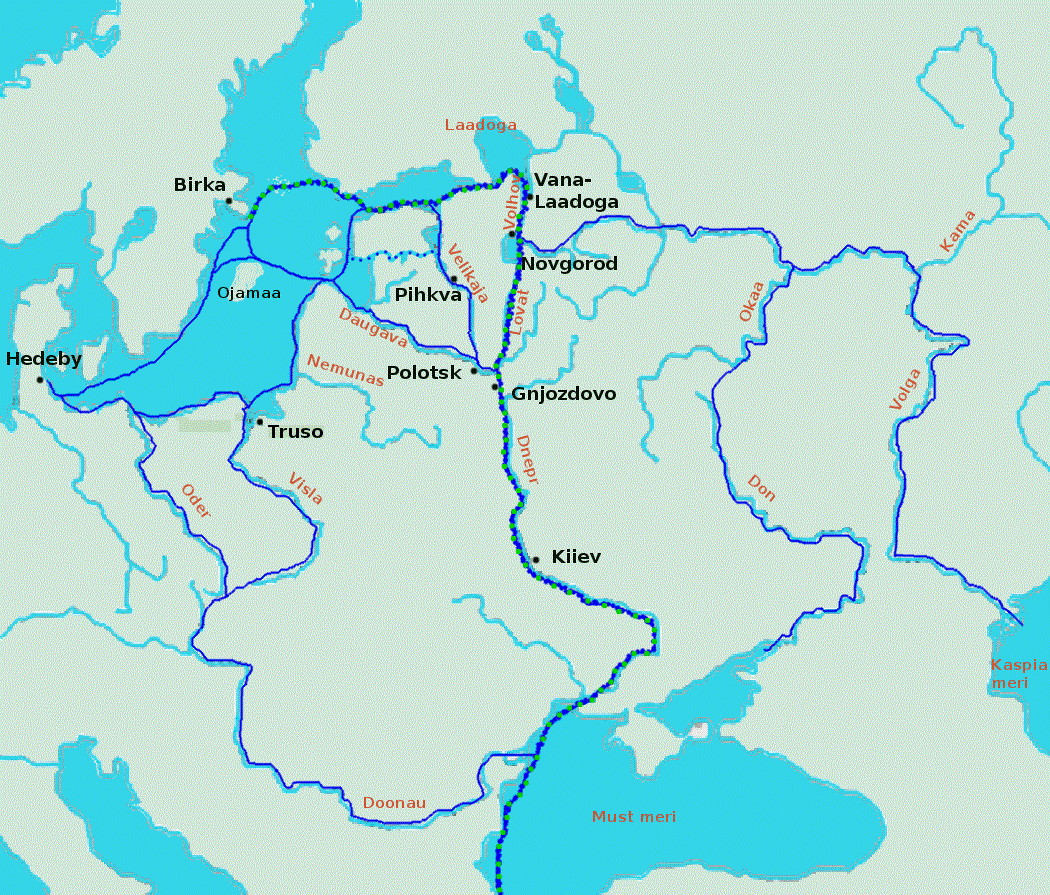
Estnisk karta över vikingatida handelsrutter med Truso utmärkt. (Källa: Marika Mägi)

## Historia
Handel har bedrivits på platsen sedan år 650 då troligen som en mer säsongsbetonad handelsplats. Dateringen är ganska säker då bland annat en brosch i vendelstil och ett gotländskt bronsbeslag har hittats på platsen.
Runt 850 sker en förändring och staden blir till en mer permanent boplats vilket kan ses i att nya byggnationer tillkommer och förändras. Från gravmaterialet kan man se att handelsmän från Gotland har medfört sina familjer vilket tyder på en stadig bosättning. Husen i de centrala delarna av staden är av typen långhus och har en stor andel skandinaviska fynd såsom spelpjäser och bräden. I hamnen har man funnit båtar samt stora mängder av nitar och spik vilket tyder på att reparationer av skepp har skett på platsen.
I den sista fasen av Trusos utveckling runt 950 har en mur eller vall uppförts runt staden som skydd utåt. Men runt 1000-talet avtar handeln i staden och det verkar som staden brann innan den övergavs. Detta kan vara ett resultat av de tidiga Piasthärskarnas strävan att ta kontroll över Polen.

## Handel
Från det arkeologiska materialet syns att Truso var en viktig del i det vikingatida handelsnätverket. Hantverkarna i staden var främst specialiserade på att arbeta med bärnsten och benmaterial. Men även spår av smedjor har framkommit på platsen. Att det var en multikulturell handelsplats syns i fyndmaterialet som utöver de skandinaviska och karolingiska artefakterna har en stor del arabiska silvermynt och vikter. Slaver har även varit verksamma i Truso men har haft sina byggnader i utkanten av staden och kan ha arbetat för de skandinaver som bodde i Truso.
Arkeologer har även funnit vad som troligen är en solkompass gjord av älghorn och en annan gjord av val vilket visar att norska handelsmän har varit verksamma på platsen.